# 추슝 이족 자치주
추슝 이족 자치주(초웅이족자치주, 중국어: 楚雄彝族自治州, 병음: Chǔxióng Yízú Zìzhìzhōu)는 중화인민공화국 윈난성에 위치하는 이족 등의 소수민족 자치주이다.

## 지리
추슝 자치주는 윈구이고원(雲貴高原) 서부에 위치하며, 전중고원(滇中高原)의 일부를 이룬다. 동쪽은 쿤밍 시, 서쪽은 다리 바이족 자치주, 남쪽은 푸얼 시 및 위시 시, 북쪽은 쓰촨성 판즈화 시 및 량산 이족 자치주와 접하고 있다. 주 내에는 산악부가 펼쳐져, 90% 이상이 산지를 차지하고 있다.
연평균 기온은 14.8°C~21.9°C이고 1월 평균기온은 7.4°C, 6월 평균기온은 21.4°C이다. 연평균 강수량은 800~1000mm이고 연일조시간은 2450시간이다.

## 주민
2000년 인구조사에서 추슝의 인구는 2,542,530명이었고 인구밀도는 1km2당 86.91명이었다.

### 추슝의 민족 구성 (2000)
| 민족   | 인구      | 비율   |
| ------ | --------- | ------ |
| 한족   | 1,714,851 | 67.45% |
| 이족   | 668,937   | 26.31% |
| 리수족 | 51,553    | 2.03%  |
| 먀오족 | 41,077    | 1.62%  |
| 다이족 | 20,514    | 0.81%  |
| 후이족 | 20,189    | 0.79%  |
| 바이족 | 15,251    | 0.6%   |
| 하니족 | 5,376     | 0.21   |
| 기타   | 4,782     | 0.18%  |

## 행정 구역

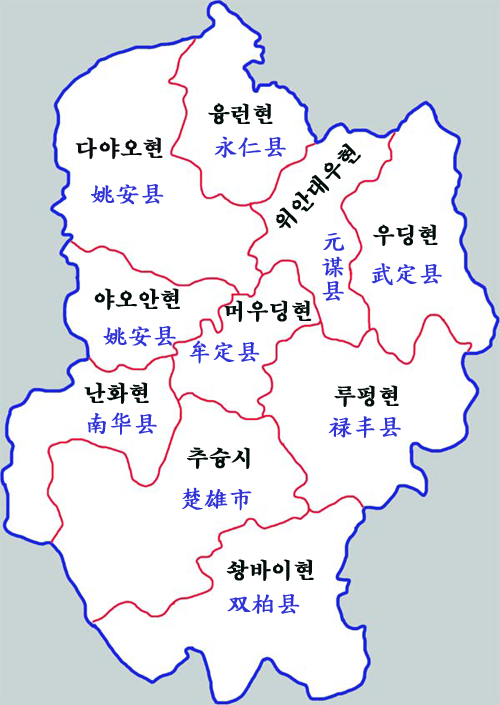
추슝이족자치주 현급 행정구역도

1개의 현급시, 9개의 현을 관할한다.
현급시
- 추슝 시(楚雄市)

현(県)
- 솽바이 현(双柏县)
- 머우딩 현(牟定县)
- 난화 현(南华县)
- 야오안 현(姚安县)
- 융런 현(永仁県)
- 위안머우 현(元谋县)
- 우딩 현(武定县)
- 루펑 현(禄丰县)
- 다야오 현(大姚县)

## 교통
철도로는 쓰촨성 청두시와 쿤밍 시를 연결하는 청쿤선(成昆線)과 추슝 이족 자치주 광통과 다리 시를 연결하는 광다선(広大線)이 있다. 고속도로는 쿤다 고속도로(昆大高速道路)가 있다.